# Cesar Romero
Cesar Julio Romero, Jr. (n. 15 februarie 1907 în New York City, SUA  – d. 1 ianuarie 1994 în Santa Monica, California) a fost un actor american de film și televiziune.

## Filmografie selectivă

### Cinema
- The Shadow Laughs (1933)
- Strange Wives (1934)
- Cheating Cheaters (1934)
- British Agent (1934)
- The Thin Man (1934)
- Show Them No Mercy! (1935)
- Rendezvous (1935)
- Diamond Jim (1935)
- Hold 'Em Yale (1935)
- Cardinal Richelieu (1935)
- The Devil is a Woman (1935)
- Metropolitan (1935)
- The Good Fairy (1935)
- A Dream Comes True (1935)
- Clive of India (1935)
- Fifteen Maiden Lane (1936)
- Public Enemy's Wife (1936)
- Nobody's Fool (1936)
- Love Before Breakfast (1936)
- Dangerously Yours (1937)
- Wee Willie Winkie (1937)
- Armored Car (1937)
- She's Dangerous (1937)
- Ali Baba Goes to Town (1937)
- My Lucky Star (1938)
- Five of a Kind (1938)
- Always Goodbye (1938)
- Happy Landing (1938)
- The Cisco Kid and the Lady (1939)
- Charlie Chan at Treasure Island (1939)
- Frontier Marshal (1939)
- Return of the Cisco Kid (1939)
- A Little Princess (1939)
- Wife, Husband and Friend (1939)
- The Little Princess (1939)
- Hollywood Hobbies (1939)
- The Gay Caballero (1940)
- Lucky Cisco Kid (1940)
- Viva Cisco Kid (1940)
- He Married His Wife (1940)
- Week-End in Havana (1941)
- The Great American Broadcast (1941)
- Ride on Vaquero (1941)
- Tall, Dark and Handsome (1941)
- Romance of the Rio Grande (1941)
- Dance Hall (1941)
- Springtime in the Rockies (1942)
- Orchestra Wives (1942)
- Tales of Manhattan (1942)
- A Gentleman at Heart (1942)
- Wintertime (1943)
- Coney Island (1943)
- Screen Snapshots: Hollywood Victory Show (1946)
- Captain from Castile (1947)
- Carnival in Costa Rica (1947)
- That Lady in Ermine (1948)
- Julia Misbehaves (1948)
- Deep Waters (1948)
- The Beautiful Blonde from Bashful Bend (1949)
- Screen Snapshots: Motion Picture Mothers, Inc. (1949)
- Love That Brute (1950)
- Once a Thief (1950)
- FBI Girl (1951)
- Lost Continent (1951)
- Happy Go Lovely (1951)
- Lady in the Fog (aka Scotland Yard Inspector) (1952)
- The Jungle (1952)
- Prisoners of the Casbah (1953)
- Street of Shadows (1953)
- Vera Cruz (1954)
- The Racers (1955)
- The Americano (1955)
- 1956 Ocolul Pământului în 80 de zile - Around the World in Eighty Days
- The Leather Saint (1956)
- The Heart and the Sword (1956)
- The Story of Mankind (1957)
- Villa!! (1958)
- My Private Secretaries (1959)
- Rawhide (1959–1965)
- Ocean's 11 (1960)
- Pepe (1960)
- Five Fingers în episodul "Counterfeit", niciodată difuzat pe NBC (1960)
- Seven Women from Hell (1961)
- The Runaway (1961)
- If a Man Answers (1962)
- We Shall Return (1962)
- The Beachcomber (1962)
- Donovan's Reef (1963)
- Rawhide (1962) Episodul "The Child Woman", ca Big Tim Sloan
- The Castilian (1963)
- Saint Mike (1963)
- 77 Sunset Strip (1963)
- Burke's Law (1963–1965)
- A House Is Not a Home (1964)
- Dr. Kildare (1964)
- Marriage on the Rocks (1965)
- Sergeant Deadhead (1965)
- The Man from U.N.C.L.E. (1965)
- Two on a Guillotine (1965)
- Ben Casey (1965)
- Bonanza (1965) 1 episod
- Batman (1966–1968)
- Daniel Boone (1966–1969)
- Broken Sabre (1966)
- T.H.E. Cat (1967)
- Hot Millions (1968)
- Madigan's Millions (1968)
- Once Upon a Wheel (1968)
- Get Smart (1968)
- Skidoo (1968)
- The Computer Wore Tennis Shoes (1969)
- Latitude Zero (1969)
- Midas Run (1969)
- Here's Lucy (1969)
- Crooks and Coronets (1969)
- A Talent for Loving (1969)
- Target: Harry (1969)
- Bewitched (1970)
- It Takes a Thief (1970)
- The Red, White, and Black (1970)
- Julia (1970)
- The Jimmy Stewart Show (1971–1972)
- Alias Smith and Jones (1971–1972)
- Nanny and the Professor (1971)
- The Last Generation (1971)
- Mooch Goes to Hollywood (1971)
- Now You See Him, Now You Don't (1972)
- The Mod Squad (1972)
- The Proud and the Damned (1972)
- Chase (1973)
- The Spectre of Edgar Allan Poe (1974)
- Ironside (1974)
- Banacek (1974)
- The Haunted Mouth (1974)
- Timber Tramps (1975)
- Medical Center (1975)
- The Strongest Man in the World (1975)
- Ellery Queen (1976)
- Carioca Tiger (1976)
- Mission to Glory: A True Story (1977)
- Chico and the Man (1977)
- Vega$ (1978)
- Buck Rogers in the 25th Century (1979)
- Fantasy Island (1979–1983)
- Charlie's Angels (1980)
- Matt Houston (1982)
- Magnum, P.I. (1983)
- Hart to Hart (1983)
- The Love Boat (1984–1986)
- Flesh and Bullets (1985)
- Riptide (1985–1986)
- Lust in the Dust (1985)
- Berrenger's (1985)
- Falcon Crest (1985–1988)
- Verdict crimă (1985, 1992)
- Judgement Day (1988)
- The Tracey Ullman Show (1988)
- Babes (1990)
- The Golden Girls (1990)
- Jack's Place (1992)
- Carmen Miranda: Bananas is My Business (1995) (film documentar)

### Televiziune
- 1954–1958: Passport to Danger (25 episoade)
- 1958–1961: Abenteuer im wilden Westen (Zane Grey Theater, trei episoade)
- 1959: Zorro (patru episoade)
- 1963: 77-Sunset-Strip (cinci episoade)
- 1963–1965: Amos Burke (Burke's Law, cinci episoade)
- 1966–1968: Batman (22  episoade)
- 1971–1972: Alias Smith und Jones (Alias Smith and Jones, trei episoade)
- 1979–1983: Fantasy Island (patru episoade)
- 1984–1986: Love Boat (The Love Boat, patru episoade)
- 1985–1988: Falcon Crest (51  episoade)
- 1985–1992: Verdict crimă (Murder, She Wrote, două episoade)
- 1985–1986: Trio mit vier Fäusten (Riptide, două episoade)
- 1990: Golden Girls (1 episod)